# Luigi Callegari
Luigi Callegari (Montacuto, 9 marzo 1923 – Fabbrica Curone, 14 dicembre 1944) è stato un militare e partigiano italiano.

## Biografia
Luigi Callegari era nato nella piccola frazione dell'Appennino Piemontese da Virginio e Celestina Bernini; era l'ultimo di cinque figli, due sorelle, Stefanina (1906)  Lisetta (1915) e due fratelli, Abele (1916) e Francesco (1918). La famiglia era numerosa e le risorse, date dalla coltivazione del terreno, erano abbastanza limitate, per cui i due fratelli Luigi e Francesco vengono inviati a Tortona per imparare, vista la loro predisposizione, il mestiere di meccanico di auto presso l'officina "Cavanna" di Piazza Roma, con il progetto di aprire poi una propria officina. In quegli anni Luigi era ospite della sorella Stefanina a Viguzzolo (AL) per poter raggiungere più facilmente il luogo di lavoro.
Con lo scoppio della Seconda Guerra Mondiale le cose cambiano: Francesco, aviere scelto dell'aeronautica, si trova alla base aerea di Mogadiscio in Africa, Luigi, più giovane, viene chiamato alle armi e entra nel Regio Esercito; sbandato dopo l'8 settembre 1943, come tanti giovani che non risposero ai bandi del Maresciallo Graziani per l'arruolamento nell'esercito della R.S.I. (Repubblica Sociale Italiana), meccanico e autista del Regio Esercito durante il servizio militare, disertò e cominciò a collaborare con i Partigiani di Viguzzolo, in alta Val Curone, dove era stato formato un autoreparto con una officina di supporto ai mezzi delle varie brigate partigiane della Sesta Zona Operativa, divisione Pinan Cichero. Luigi entrò a far parte della Brigata Arzani che si era costituita nella seconda quindicina del mese di ottobre del 1944 con il nome Tosca. La Brigata, composta da circa 500 effettivi, ricordava nel nome il Partigiano Chicchirichì, Virginio Arzani (decorato con Medaglia d'Oro al Valor Militare), ferito durante la battaglia di Pertuso e trucidato dai fascisti a Cerreto di Zerba il 29 agosto 1944.
Nel dicembre del 1944 ebbe inizio un grande rastrellamento nazifascista in Val Borbera e Val Curone. L'attacco costrinse i Partigiani della Brigata Arzani a indietreggiare dalla montagna verso la pianura; quelli del posto conoscevano bene il territorio, i sientieri dei boschi delle loro vallate e cercarono di filtrare tra le maglie del rastrellamento. Tosca conosceva bene il territorioe voleva probabilmente raggiungere la famiglia, ma venne intercettato dai nazifascisti a Bruggi, frazione di Fabbrica Curone (AL), fatto prigioniero e poi freddato con un colpo di pistola alla nuca. Per qualche giorno il suo corpo rimase sul bordo del torrente Curone, dove fu ucciso; poi, quando il pericolo di rappresaglia contro gli abitanti del paese cessò, venne rimosso e provvisoriamente sepolto nel cimitero di Bruggi, vicino alla CHiesa. Solo dopo qualche tempo, finito il pericolo, i famigliari riportarono la salma, con una lesa trainata dai buoi, al cimitero di Montacuto, il paese d'origine.

### Riconoscimenti

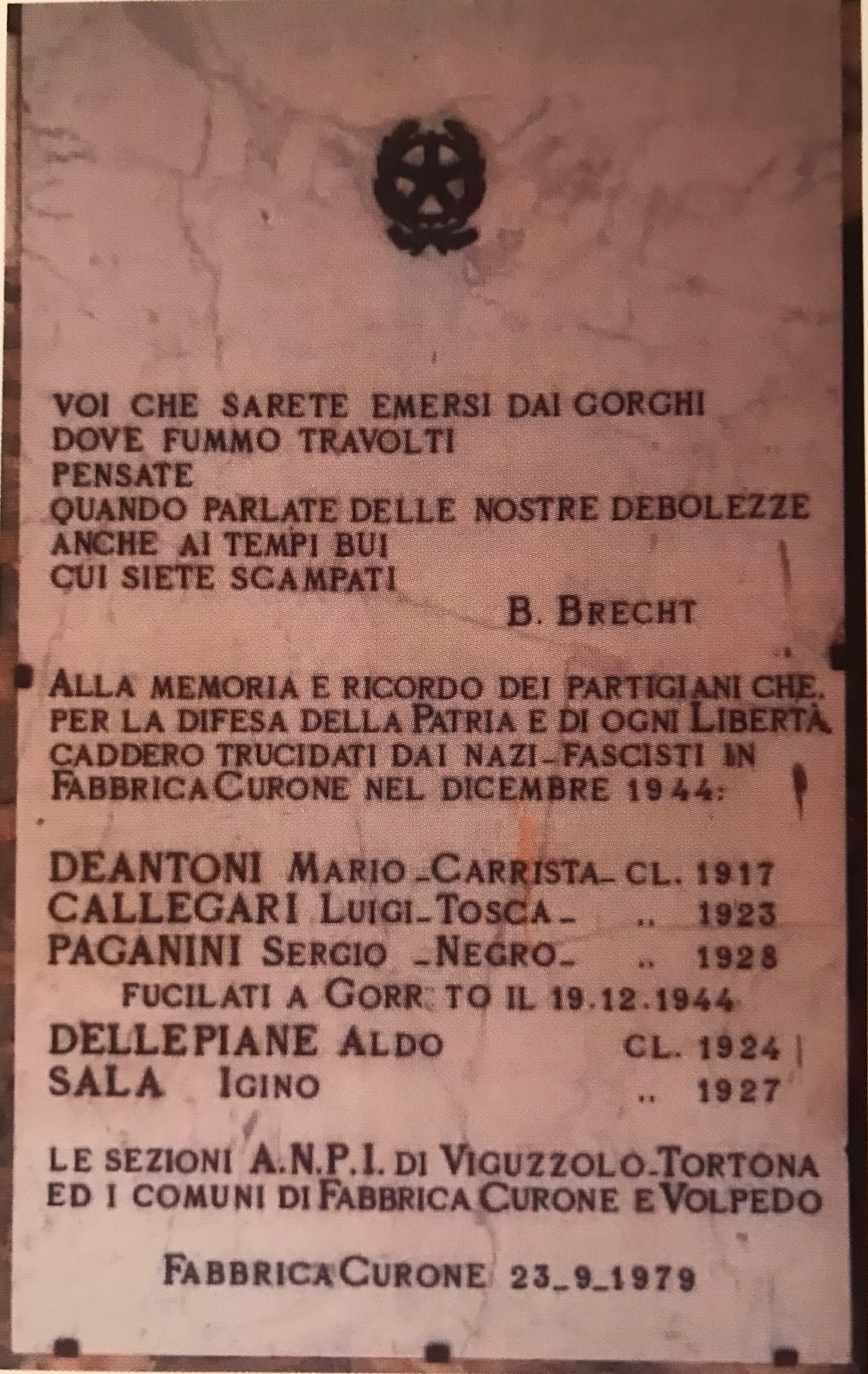
Lapide di Fabbrica Curone

Il 23 settembre 1979 su iniziativa del Presidente dell'ANPI di Viguzzolo, Fedele Tranquilli - Cispino, e con la collaborazione dell'Amministrazione locale fu posta una lapide a Fabbrica Curone a ricordo dei cinque caduti di quel terribile dicembre 1944.

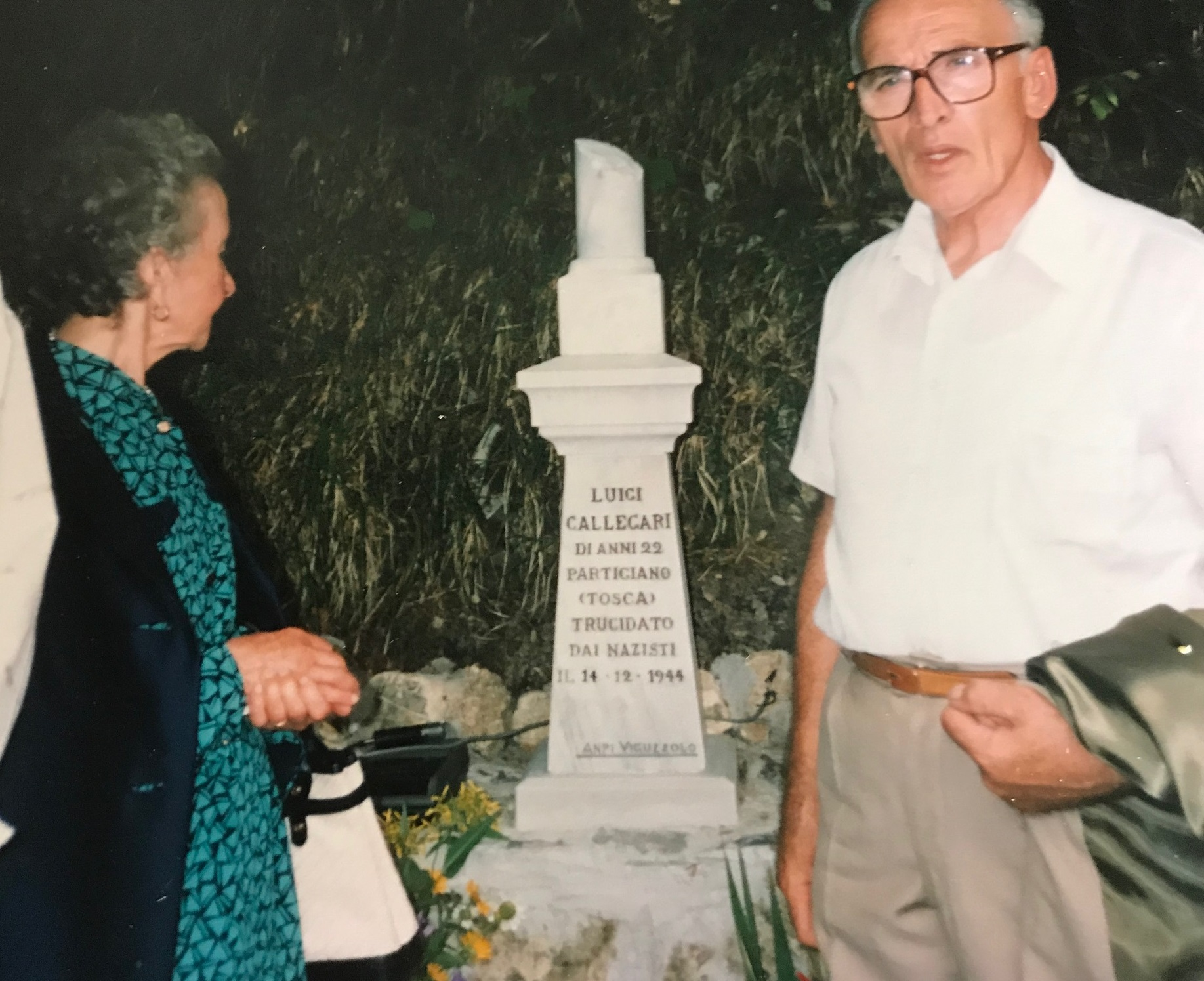
Inaugurazione Cippo di Bruggi

Il 29 luglio 1990, sul luogo dell'esecuzione di Tosca, è stato collocato un cippo a ricordo del tragico avvenimento; la cerimonia, ancora voluta e organizzata dall'ANPI di Viguzzolo, con la collaborazione del Sindaco di Fabbrica Curone, Eugenio Ferrari, è stato il giusto riconoscimento al sacrificio di uno dei tanti giovani che si sono opposti, a rischio della vita, alla dittatura e alla tirannide nazifascista.  